# Maria Trąmpczyńska
Maria Joanna Laura Trąmpczyńska, ps. Maria d’Otto (ur. 27 grudnia 1875 w Orzeszkowie, zm. 8 maja 1967 w Poznaniu) – polska śpiewaczka, profesor Państwowej Wyższej Szkoły Muzycznej w Poznaniu.

## Życiorys
Urodziła się w ziemiańskiej rodzinie Henryka Otto-Trąmpczyńskiego h. Topór (1844–1921), administratora folwarku Orzeszkowo, i Pauliny z Pągowskich h. Pobóg (1845–1915). Miała dwie siostry: Jadwigę Marię po mężu Włodarkiewicz (1874–1943), która zginęła na Pawiaku i Zofię Franciszkę (ur. 1877), prywatną nauczycielkę i malarkę-amatorkę oraz brata Mieczysława Eugeniusza Tadeusza (1878–1950), inżyniera geometrę. Była bratanicą późniejszego marszałka Sejmu RP Wojciecha Trąmpczyńskiego. Edukację rozpoczęła w prywatnej polskiej szkole Anastazji Warnke, którą kontynuowała w szkole Anny Danysz. W 1894 roku zdała eksternistyczny egzamin państwowy w Szkole Ludwiki (Luisenschule) w Poznaniu. Po zdaniu matury pracowała jako prywatna nauczycielka: w latach 1895–1897 w Małopolsce Wschodniej i w latach 1900–1902 na Żmudzi. W latach 1897–1900 na paryskiej Sorbonie ukończyła studia przyrodnicze i historię sztuki, a podczas nich pobierała lekcje gry na fortepianie i uczyła się rysunku. W Warszawie w latach 1902–1903 u Wiktora Grąbczewskiego uczyła się śpiewu. W Paryżu w latach 1903–1911 początkowo u G. Sbrigli studiowała śpiew solowy, później w Schola Cantorum zdając egzamin w 1906 roku oraz deklamację liryczną w 1907 roku. Następnie u J. Sonadrou uczyła się gry scenicznej oraz w szkole Sandriniego taniec i mimikę. W Operze i Filharmonii Warszawskiej śpiewała w sezonie 1907 roku. Jako solistka koncertów Colonne i Lamoureux występowała m.in. w Paryżu. W Petersburgu występowała gościnnie w 1910 roku, a w monachijskiej operze była śpiewaczką w latach 1911–1914 i śpiewała w latach 1914–1917 w operze w Budapeszcie. Carmen i Amneris w Aidzie należały do jej najlepszych partii. Na scenie śpiewała z M. Battistinim, T. Ruffą, Gemmą Bellincioni i innymi. Do Polski powróciła w 1917 roku i została zaangażowana na okres roku przez Operę Warszawską. Występowała gościnnie na scenach i estradach w Warszawie, Poznaniu, Krakowie oraz większych miastach polskich. Profesorem śpiewu została w 1919 roku w Konserwatorium Warszawskim, a w Państwowym Konserwatorium Muzycznym w Poznaniu od roku 1926. Nadal koncertowała 25 maja 1929 roku w Poznaniu, a 8 listopada 1929 roku w Warszawie śpiewając m.in. w Stabat Mater Karola Szymanowskiego. W Poznaniu ośrodkiem bujnego życia towarzyskiego i artystycznego był jej dom.

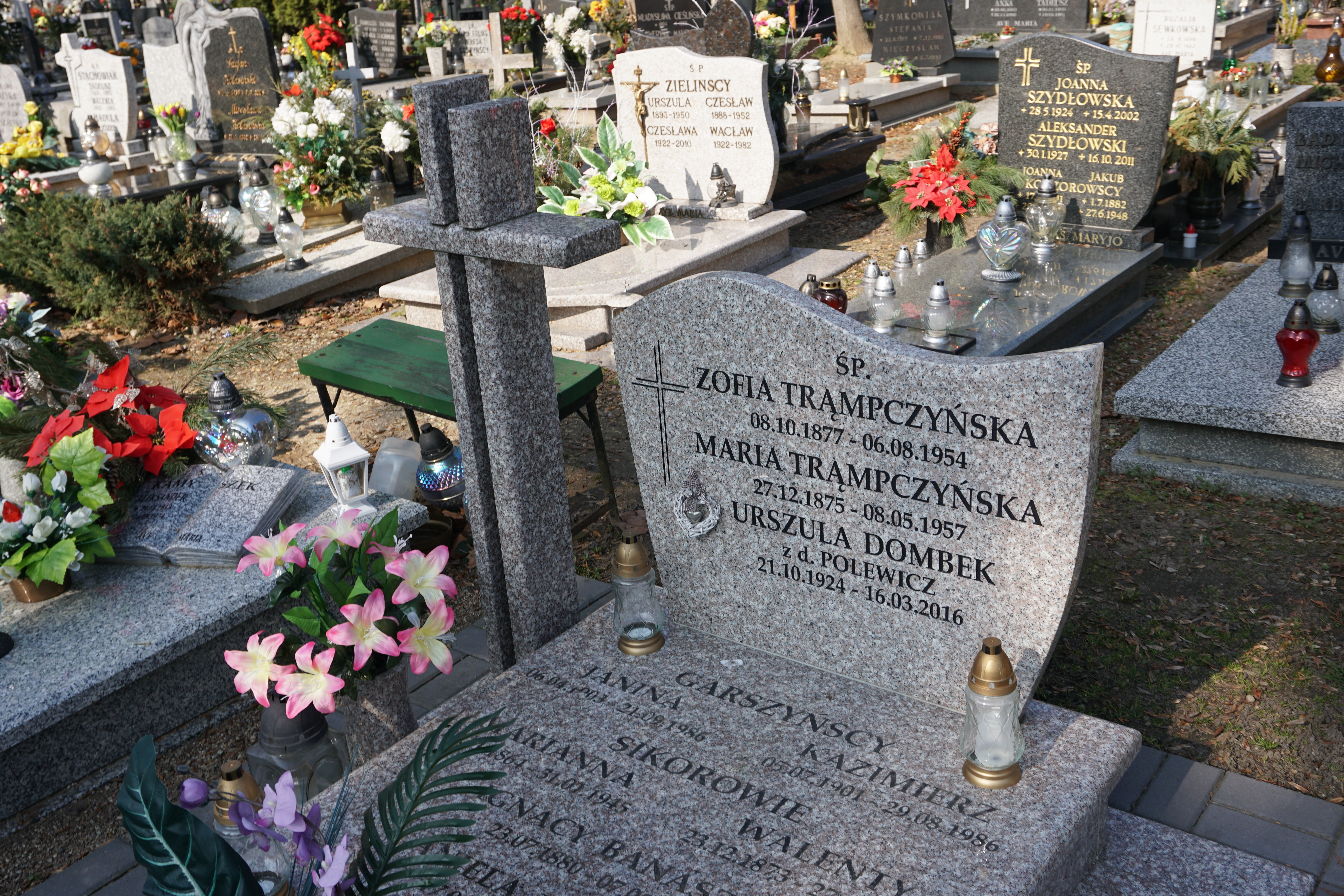
Grób prof. Marii Trąmpczyńskiej na cmentarzu Górczyńskim w Poznaniu

Podczas okupacji przebywała w Poznaniu i stworzyła wokół siebie drugie, obok Gertrudy Konatkowskiej, konspiracyjne środowisko muzyczne, podczas którego kształciła m.in. Stefana Stuligrosza.
W PWSM w Poznaniu w 1945 roku objęła klasę śpiewu, wychowując szereg wybitnych śpiewaków. Prodziekan w latach 1948–1950, a dziekan w latach 1950–1952 Wydziału Wokalnego. Profesorem nadzwyczajnym została w 1956 roku, a w 1958 roku przeszła na emeryturę.
Zmarła 8 maja 1967 roku w Poznaniu, a pochowana została na cmentarzu Górczyńskim (kwatera IPd-13-5).

## Ordery i odznaczenia
- Złoty Krzyż Zasługi (22 lipca 1952)[4]